# Bako Harisoa Ravaomanalina
Bako Harisoa Ravaomanalina est une chercheuse en Biologie et Ecologie Végétale à l'Université d'Antananarivo, à Madagascar.

## Parcours académique
Après avoir obtenu le baccalauréat, elle a suivi une formation à l'École nationale supérieure pour devenir enseignante. Par la suite de l'obtention de son CAPEN,[réf. nécessaire]elle a poursuivi des études supérieures à l'Université d'Antananarivo, où elle a également obtenu son doctorat.
Après l'obtention de son Master, elle a choisi de se spécialiser dans l'anatomie du bois, une décision qui lui a permis de travailler sur les baobabs de Madagascar. Ses recherches ont porté sur l'anatomie du bois et la datation de ces géants de la forêt.

## Spécialité
Bako Harisoa Ravaomanalina est une enseignante chercheuse à l'Université d'Antananarivo, sa spécialité est l'identification des bois de rose, bois de Palissandre et bois d'ébène et anatomie des bois précieux.
L'enjeux de sa discipline de prédilection se trouve dans l'identification des espèces de bois précieux commercialisée mais qui sont inscrites dans les annexes de la CITES. En effet, les bois, quand ils ne sont plus que des rondelles de bois, ils ne sont plus identifiables par les feuilles ou fruits, ni fleur. Dans ce cas, l'anatomie des rondelles se présente comme une manière fiable de les identifier, afin de limiter leur commerce illicite,. L'intérêt de ses travaux va bien au-delà de la seule île de Madagascar, où les problèmes de déforestation liés au commerce illégal du bois sont une question majeure. Son action se développe notamment dans le cadre du projet PEER financé par l'USAID et qui regroupe des scientifiques des USA, du Pérou, d’Indonésie et de Madagascar, dans le but de développer des outils pour aider les organisations privées et publiques à identifier les essences de bois et contribuer à lutter contre l'exploitation illégale des forêts.
Elle a mis en place en Février 2016 le laboratoire d'anatomie des plantes (LABAP) situé dans le bâtiment de la Mention Biologie et Écologie Végétales de l’Université d’Antananarivo grâce aux appuis techniques et financiers des partenaires, dont l'USAID, qui a permis depuis la création d'une importante xylothèque de bois précieux dont la coordination est assurée par la Dr. Ravaomanalina,.

## Projets
- Responsables du projet G3D
- Projet PEER- 2018

## Ouvrages
- Stem Anatomy of Dalbergia and Diospyros from Madagascar

## Publications
- Young stem and leaf anatomy of 15 Malagasy-endemic Diospyros species (Ebenaceae): taxonomic implications

- Dalbergia

- Definition of Anatomical Features

- Diospyros

- Identification Keys

## Entretien
- Les Femmes et les Filles Malagasy dans les Sciences

- GTTN-Testimonial Harisoa Ravaomanalina